# Pori Bears 2016
Questa voce raccoglie le informazioni riguardanti i Pori Bears nelle competizioni ufficiali della stagione 2016.

## II-divisioona 2016

### Stagione regolare
| Pori 14 maggio 2016, ore 15:00 1ª giornata | Pori Bears | 35 – 14 | Nokia Ghosthunters | Porin urheilukeskus |

| Helsinki 21 maggio 2016, ore 16:30 2ª giornata | East City Giants | 8 – 13 | Pori Bears | Velodromo di Helsinki |

| Pori 11 giugno 2016, ore 15:00 4ª giornata | Pori Bears | 40 – 14 | Hanko Sun City | Porin urheilukeskus |

| Mikkeli 18 giugno 2016, ore 14:00 5ª giornata | Mikkeli Bouncers | 20 – 27 | Pori Bears | Urpolan tekonurmi |

| Nokia 2 luglio 2016, ore 16:00 6ª giornata | Nokia Ghosthunters | 11 – 10 | Pori Bears | Menkalan Tekonurmi |

| Pori 9 luglio 2016, ore 15:00 7ª giornata | Pori Bears | 36 – 12 | East City Giants | Porin urheilukeskus |

| Hanko 30 luglio 2016, ore 14:00 10ª giornata | Hanko Sun City | 20 – 42 | Pori Bears | Rukki Arena |

| Pori 6 agosto 2016, ore 13:00 11ª giornata | Pori Bears | 41 – 20 | Mikkeli Bouncers | Porin urheilukeskus |

### Playoff
| Pori 21 agosto 2016, ore 15:00 Rautamalja | Pori Bears | 21 – 23 | Mikkeli Bouncers | Porin urheilukeskus |

## Statistiche di squadra
| Competizione      | %Vittorie | In casa | In casa | In casa | In casa | In casa | In casa | In trasferta | In trasferta | In trasferta | In trasferta | In trasferta | In trasferta | Totale | Totale | Totale | Totale | Totale | Totale |
| Competizione      | %Vittorie | G       | V       | N       | P       | Pf      | Ps      | G            | V            | N            | P            | Pf           | Ps           | G      | V      | N      | P      | Pf     | Ps     |
| ----------------- | --------- | ------- | ------- | ------- | ------- | ------- | ------- | ------------ | ------------ | ------------ | ------------ | ------------ | ------------ | ------ | ------ | ------ | ------ | ------ | ------ |
| Stagione regolare | .875      | 4       | 4       | 0       | 0       | 152     | 60      | 4            | 3            | 0            | 1            | 92           | 59           | 8      | 7      | 0      | 1      | 244    | 119    |
| Playoff           | .000      | 1       | 0       | 0       | 1       | 21      | 23      | 0            | 0            | 0            | 0            | 0            | 0            | 1      | 0      | 0      | 1      | 21     | 23     |
| Totale            | .778      | 5       | 4       | 0       | 1       | 173     | 83      | 4            | 3            | 0            | 1            | 92           | 59           | 9      | 7      | 0      | 2      | 265    | 142    |